# Corruption en Irak
La corruption en Irak est un phénomène économique et social important, inhérent au système ethnique et confessionnel qui régit la société et la politique irakienne. En 2021, l'Irak était à la 157e place du classement « indice de perception de la corruption » de l'ONG Transparency International, entre ses voisins Iraniens (150e) et Syriens (178e) mais loin derrière ses voisins Saoudiens (52e) et Turcs (96e).
La guerre d'Irak (2003 à 2011), lancée alors que l'économie irakienne est déjà très affaiblie par les sanctions internationales, a aggravé les pratiques de corruption du fait du délitement des structures socioéconomiques et du renforcement des clivages confessionnels et religieux.
La corruption en Irak a un impact fort sur la liberté individuelle, notamment la liberté d'expression ; en conséquence, en 2022 l'Irak est à la 172e place du classement de la liberté de la presse de Reporters sans frontières.

## Historique

### Le royaume d'Irak de 1932 à 1958
En 1921, les Britanniques, vainqueurs de la Campagne de Mésopotamie (théâtre irakien de la Première Guerre mondiale), établissent un protectorat sur l'Irak qu'ils transforment en monarchie constitutionnelle et installent au pouvoir la dynastie des Hachémites. Malgré son indépendance officiellement obtenue en 1932, l'Irak reste un État satellite du Royaume-Uni qui continue d'exercer son influence via la famille royale qui lui est favorable.
Après la fin de la Seconde Guerre mondiale, de violentes grèves secouent Kirkouk, dont les protestataires dénoncent les conditions de travail, ainsi que la domination britannique sur l'exploitation pétrolière. L'année 1956 est marquée par la crise du canal de Suez en Égypte, une intervention militaire franco-britannique qui a pour but de reprendre le contrôle de canal de Suez nationalisé par le président égyptien Gamal Abdel Nasser. Cette crise provoque une forte hostilité des populations locales envers les anciennes puissances coloniales de la région, tandis que le succès remporté par Nasser contre cette ingérence occidentale inspire les nationalistes arabes.

### La république d'Irak de 1958 à 1968
En juillet 1958, une crise politique éclate au Liban résultant de tensions entre le gouvernement pro-occidental et ses opposants politiques inspirés par Nasser. La Jordanie voisine du Liban se sentant menacée, sollicite un appui militaire au gouvernement irakien, qui envoie en direction d'Amman la 2e division blindée de Diwaniyya. Mais l'officier nasseriste Abdel Salam Aref qui commande cette division décide de faire demi-tour dans la nuit du 13 au 14 juillet, et de retour à Bagdad, attaque le palais royal, et renverse la famille régnante avec l'aide d'Abdel Karim Kassem, co-organisateur du coup d'État.
Les années suivantes, la République nouvellement proclamée fonde son régime sur le socialisme arabe et réoriente sa politique étrangère vers le bloc de l'Est. Abd al-Karim Kassem et Abdel Salam Aref se partagent le pouvoir et les principaux ministères, mais rapidement, des tensions apparaissent dans le nouveau gouvernement irakien, entre les nationalistes favorables à l'indépendance de l'Irak, et les nasséristes favorables à son rattachement à la République arabe unie. En décembre 1958, Abdel Salam Aref (nassériste) est arrêté et emprisonné sur ordre du Premier ministre, son ancien frère d'armes Abd al-Karim Kassem (indépendantiste). En février 1963, Abd al-Karim Kassem est à son tour arrêté, puis exécuté à la suite d'un coup d'État du parti Baas, qui place son rival Abdel Salam Aref à la présidence, poste qu'il occupe jusqu'à sa mort accidentelle trois ans plus tard. Son frère Abdel Rahmane Aref lui succède, mais ne reste au pouvoir que pendant deux ans.

### La république d'Irak de 1968 à 2003
L'année 1968 est marquée un nouveau coup d'État du Parti Baas, mené par Ahmed Hassan al-Bakr, ancien Premier ministre d'Abdel Salam Aref (de février à novembre 1963) et Saddam Hussein, qui se partagent à leur tour le pouvoir, le premier à la présidence, le second à la vice-présidence. Depuis lors, Saddam Hussein reste à la tête de l'Irak (dont il devient Président en 1979) pendant 35 ans jusqu'à son renversement par l'invasion américaine en 2003.
En septembre 1980, bénéficiant d'un important appui financier et matériel arabe et occidental, Saddam Hussein attaque l'Iran pour annexer une partie de son territoire et de ses ressources pétrolières. Bien qu'approvisionnée en grande quantité en armes et en technologies, l'armée irakienne s'enlise et la guerre Iran-Irak prend fin au bout de huit ans en août 1988, sans faire de vainqueur, mais avec un bilan humain de plusieurs centaines de milliers de victimes. Deux ans plus tard, ruinée par ses dépenses militaires et accusant le Koweït, l'un de ses principaux créanciers de lui avoir volé du pétrole par un forage horizontal, Saddam Hussein décide, à l'instar de son prédécesseur Abd al-Karim Kassem 30 ans plus tôt, d'envahir le petit Émirat. De nouveau défaite militairement et isolée diplomatiquement, l'Irak se voit imposer par l'ONU des sanctions économiques qui détériorent gravement les conditions de vie de sa population.
Pour éviter une crise humanitaire en Irak, l'ONU vote la résolution 986, « Pétrole contre nourriture », qui autorise le régime irakien à vendre son pétrole en échange de nourriture et de médicaments. Les opérations sont opérées sur un compte séquestre ouvert par l’ONU. Saddam Hussein ne refusant toute banque américaine, c’est le bureau de New York de la BNP Paribas qui est choisi. Rapidement, le compte voit passer des opérations frauduleuses le régime irakien imposant à ses clients et fournisseurs de lui verser des surcharges – jusqu’à 30 cents par baril – sur les ventes de brut, et des rétrocommissions illégales de 10 % sur le volet humanitaire. Cette « Affaire Pétrole contre nourriture », est considérée comme la première étape vers la généralisation de la corruption en Irak. Cela s'explique entre autres par la forte détérioration du niveau de vie de la population irakienne pendant cette période, qui pousse les travailleurs, notamment les fonctionnaires, à chercher des sources de revenus complémentaires même illégaux. Tandis que les pots de vin, rares dans les années 1980 deviennent monnaie courante, le régime, il s’enrichit, 11 milliards de dollars détourné du programme Pétrole contre nourriture allant directement dans les poches de Saddam Hussein.

### La république d'Irak depuis 2003
En 2003, une offensive conjointe des États-Unis et de la Grande-Bretagne en Irak provoque le renversement de Saddam Hussein (exécuté en 2006), remplacé par un gouvernement chiite favorable à l'Iran et allié stratégique des États-Unis.
Ainsi, au lendemain de la chute de Saddam Hussein, un système de partage de pouvoir ethnique et confessionnel est instauré, la mouhassassa, qui répartit les portefeuilles ministériels : douze ministères pour les chiites, six pour les sunnites, quatre pour les Kurdes, le reste étant distribué aux autres groupes religieux et ethniques. Au fil du temps, cet arrangement devient « communauté de collusion » et de « protection de la corruption », selon la chercheuse Jeanine Hennis-Plasschaert. La division ethnique et confessionnelle de la société irakienne et l'absence d'un état fort et fédérateur contribue au déclenchement de deux nouvelles guerres civiles entre 2006 et 2009, puis en 2013 et 2017, la deuxième étant marquée de l'organisation extrémiste sunnite « État islamique », qui s'empare d'une grande partie du territoire irakien avant d'être repoussé.
Outre la division ethnique et confessionnelle de la population et de la classe politique irakienne, la reconstruction de l'Irak, qui voit passer de nombreux contrats de plusieurs dizaines de millions de dollars, est une autre cause majeure de la généralisation de la corruption après la guerre d'Irak. 
Entre 2003 et 2020, on estime à plus de 400 milliards d'euros, le montant d'investissements publiques ayant disparu dans les méandre de la corruption dans des contrats fictifs ou dans les poches de politiciens cupides. En 2008, l'Irak chute à la 178e place du classement « indice de perception de la corruption » de l'ONG Transparency International, ne devançant que la Birmanie et la Somalie occupant l'avant-dernière et la dernière place.
Entre septembre 2021 et août 2022, une enquête du ministère des Finances irakien révèle le vol d'environ 3 700 milliards de dinars irakiens de recettes fiscales, soit l’équivalent de 2,5 milliards de dollars, une affaire considérée comme le « casse du siècle irakien ».

## Analyse de la corruption en Irak

### Impact de la guerre d'Irak
En mai 2003, à la suite du renversement du régime de Saddam Hussein par l'armée américain en 2003, le diplomate américain Paul Bremer est nommé « directeur de la reconstruction et de l'assistance humanitaire » en Irak. Ce dernier, chargé d'administrer le pays dans l'attente de la formation d'un nouveau gouvernement, décide de dissoudre les ministères et les forces de sécurité affiliées au régime et au parti Baas. Au total, près d'un million de fonctionnaires qui travaillaient pour « l’ancien régime », dont 400 000 soldats sont obligés de quitter leurs postes sans indemnisation. Certains d'entre eux alimenteront les rangs des groupes insurgés comme l'Armée du Mahdi ou l'État islamique en Irak, qui affronteront l'armée américaine, puis le gouvernement irakien pendant les deux guerre civiles irakienne,. La transition vers le pluralisme politique s’accompagne de la mise en place de la mouhassassa, un système de répartition des postes politiques et des emplois publics en fonction de quotas ethniques et confessionnels, ce qui aboutie à un État faible et ingouvernable, paralysé par les intérêts partisans et terreau d’une corruption endémique.
Pour reconstituer la fonction publique irakienne et pour reconstruire le pays Paul Bremer fait rapatrier dans le pays des milliards de dollars issus de la vente du pétrole irakien dans le cadre du programme « Pétrole contre nourriture » stockés dans la Réserve fédérale. Il s'emploie à relancer et libéraliser l'économie, selon lui trop centré autour de l’État, forgé d’une main de fer durant trente-cinq ans part un régime autoritaire à parti unique. Des appels d'offres sont lancés et l’administration américaine invite les sociétés à s’implanter en Irak, provoquant une nouvelle « ruée vers l'or » dans ce contexte de « Far West irakien », d'entrepreneurs cherchant à profiter de cette manne financière. Ces sociétés privées dite « contractors » répondent à des milliers d'appels d'offre de reconstruction, et facturent pour des montants anormalement élevés, souvent gonflés au motif de risques sécuritaires, des prestations dont l'exécution n'est que très rarement contrôlée. Ces travaux de reconstruction concernent notamment les infrastructures énergétiques comme les exploitations pétrolières et les barrages,et de transport comme les ponts et les routes. L'argent est également utilisé l'armée américaine pour obtenir des informations des populations locales, et nouer des alliances avec des chefs ethniques ou religieux. À mesure que l’insécurité s'étend en Irak, le budget alloué par le Congrès des États-Unis à la reconstruction et à l’aide humanitaire augmente, mais la destination de cet argent étant très peu contrôlée, une vaste « économie de corruption » se met en place.

### La corruption inhérente au système ethnique et confessionnel
Depuis la chute du régime à parti unique de Saddam Hussein en 2003, la corruption en Irak est devenue inhérente au système ethnique et confessionnel qui organise la société et la politique du pays. Les trois communautés principales, chiites, sunnites, et Kurdes, ont chacune leur parti dominant qui organise la société et financent sur la rente pétrolière leurs « bureaux économiques ». La compétence s’efface devant l’appartenance ethnique ou religieuse, et le clientélisme communautaire est généralisé. On voit ainsi se nouer à tous les niveaux des relations de complaisance tribales, claniques, régionales, partisanes, religieuses ou même doctrinales, entre les fonctionnaires et les citoyens, ainsi qu'entre les demandeurs de service et les prestataires.
La corruption en Irak peut s'étudier sur deux échelles :
- La « petite corruption » qui est généralement le fait des fonctionnaires, des sous-directeurs ou des officiers subalternes[18]. Cette dernière trouve son origine dans la faiblesse des rémunérations ainsi que les failles des systèmes de contrôle, de comptabilité et de suivi[18].
- La « grande corruption », ou « corruption des grands », on a plutôt affaire ici à des lobbies aux procédés calqués sur ceux des mafias semi-organisées, et qui s’abritent derrière des paravents politiques, économiques, et partisans[18].

Au niveau politique, les élections successives, plus ou moins libres et transparentes, débouchent fréquemment sur des crises politiques du fait des marchandages entre partis politiques (à dominances ethniques et religieuses), destinés à faire main basse sur les postes. Au fil des ans, se sont constitués des « fiefs » au sein des institutions d’où ces derniers captent les ressources de l’État pour alimenter leurs réseaux clientélistes, empêchant ainsi toute modernisation du pays. Le clientélisme prend aussi la forme de « sociétés-écrans » qui se voient, grâce à des pots-de-vin versés aux décideurs politiques et militaires, attribuer des contrats de millions, voire milliards de dollars, sans rien offrir à la population.
Ironie tragique, ce système généralisé de collusions contraires à l'intérêt général contamine aussi les institutions mises en place pour lutter contre la corruption. Selon le chercheur Sajad Jiyad, les dirigeants, malgré leurs promesses, les gouvernements successifs refusent de mettre en place des réformes ambitieuses de peur de perdre du pouvoir, de l’influence et des ressources. Ainsi, lorsque l'ancien Premier ministre Moustafa al-Kazimi (2020-2022) multiplie pendant son mandat les coups de filet dans une vaste campagne anti-corruption, il prend soin de ne cibler que des personnalités sans assise populaire et ne bénéficiant pas du soutien des milices chiites.

### Lien avec l'économie de rente
À l'instar de nombreux pays du Moyen-Orient, l'Irak est victime de la « malédiction des ressources naturelles », c'est-à-dire une économie rentière, distributrice de richesses qu’elle ne crée pas. Sa très forte dépendance au pétrole rend l'Irak très vulnérable au variations internationales du prix du baril, ses revenus et son budget ayant essuyé un coup dur après l'effondrement des prix sur le marché mondial au début de la pandémie de coronavirus.
En tant que telle, cette situation est propice au développement de la corruption et à l'autoritarisme, d'une part car l’État peut « acheter » les opposants politiques potentiels, d’autre part car, en répandant sa manne sur la population, il peut obtenir l'assentiment populaire. Dans ce contexte, les citoyens, eux-mêmes dépendants de l’« aumône » de l’État, sont plus enclins à fermer les yeux sur ses malversations, tandis que l'argent de la rente permet aussi de financer un système répressif. À noter enfin que le fait que l’État tire son revenu d'une rente, et non de taxations comme dans la plupart des pays (sur le revenu, le patrimoine, etc.), le rend indifférent à la situation professionnelle et économique de sa population, d’où l’image d’un État « suspendu » au-dessus de son peuple. Enfin, cette économie, très dépendante du pétrole, est très peu créatrice d'emplois.
La mauvaise gestion des recettes pétrolière en Irak est flagrante à bien des égards. Bien que le pays possède la cinquième plus grande réserve de pétrole au monde, une ressource à l'exportation ayant rapporté plus de 115 milliards de dollars de recettes à l'Irak en 2022, un quart de ses 41 millions d’habitants vit sous le seuil de pauvreté. En outre, bien qu'étant un gros producteur d'hydrocarbures, l'Irak importe près du tiers de sa consommation en gaz et en électricité d'Iran, qui coupe ou réduit régulièrement ses livraisons, provoquant des délestages quotidiens dans les foyers.

### Les influences extérieures
L'Irak est au cœur d'une guerre d'influence entre l'Iran et les États-Unis, impliquant également dans une moindre mesure, entre l'Arabie Saoudite et la Turquie, qui aggrave la fragmentation du pays et la déliquescence de son État. En effet, chacune de ces puissances extérieure a intérêt à maintenir en Irak un État irakien faible politiquement et économiquement pour y imposer leur influence en bénéficiant d'un rapport de force favorable.

## Conséquences

### Conséquences économiques
En 2014, le haut fonctionnaire irakien Ahmad Chalabi, alors à la tête du comité des Finances du Parlement, chiffrait les détournements de fonds publics à 551 millions de dollars depuis la chute de Saddam Hussein en 2003. Une estimation revue à la baisse en 2020, par l’ex-ministre des Finances Ali Allaoui estimait ces pertes à 250 milliards de dollars depuis 2003. Entre 2003 et 2018, plus de 5000 « contrats fantômes » ont été signés en Irak dans le secteur public ; les travaux n'ont existé que sur le papier ou les entrepreneurs n'ont terminé qu'une première phase avant de s'arrêter brusquement, laissant des chantiers en plan dangereux pour la population.

### Conséquences sociales
À cause des multiples détournements de l'argent public, les infrastructures et les services publics, à commencer par la production et la distribution d'eau et d'électricité, sont en état de déliquescence.
Entre 2019 et 2021, de vastes manifestations secouent le pays, faisant plusieurs centaines de morts. La lutte contre la corruption fait partie des revendications des manifestants, ainsi que la résolution de problèmes causés par la corruption : l'amélioration des services publics, la lutte contre le chômage, ou encore la fin de la tutelle de l'Iran sur l'Irak .

### Conséquences financières
En janvier 2023, le cours du dinar irakien par rapport au dollar américain est orienté à la baisse, ce qui augmente le prix des importations, notamment alimentaires, dont dépend l'Irak. Cette tendance fait suite à l'intégration de l'Irak dans le système de transfert international « Swift » en novembre 2022, qui obligent les banques irakiennes à respecter les mesures de lutte contre le blanchiment d'argent, le financement du terrorisme et celles sur les sanctions, comme celles contre l'Iran et la Russie. Ces dernières doivent désormais enregistrer leurs virements en dollars sur une plateforme électronique sur laquelle la Réserve fédérale américaine les examine et les bloque si elle a des doutes ; or depuis la mise en place de ce mécanisme, la Fed a rejeté 80% des demandes de transferts des banques irakiennes, car les autorités américaines avaient des soupçons sur les destinataires finaux des sommes à transférer.

### Conséquences sécuritaires

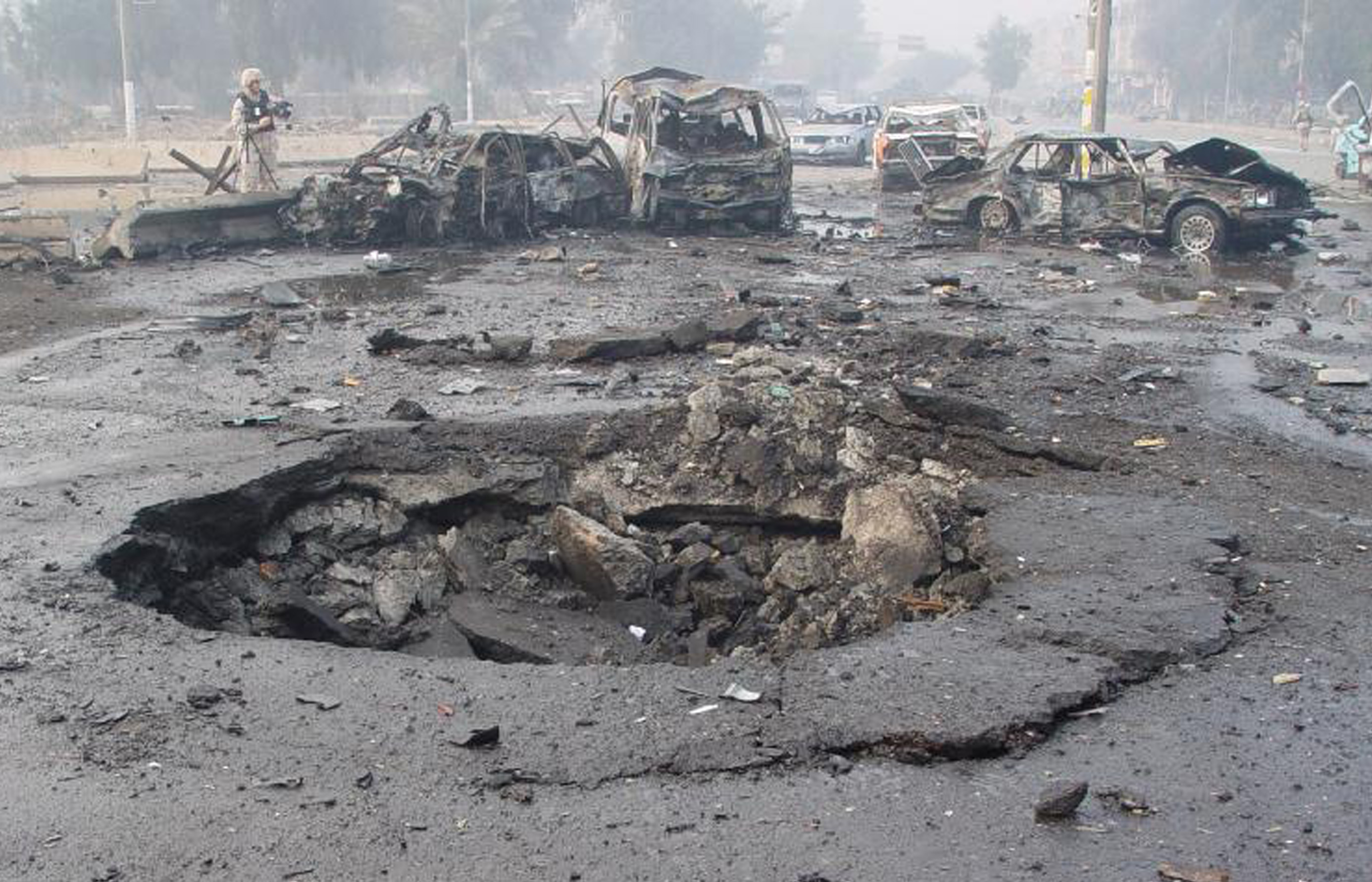
Attentat à la voiture piégée en décembre 2007 pendant la première guerre civile irakienne.

Pendant la première guerre civile irakienne (2009-2009), un business escroc anglais, James McCormick, propose au gouvernement irakien un « détecteur de bombes » nommé ADE 651 pour de 20 000 à 30 000 euros l'unité. Bien que ces détecteurs en réalité factices n'aient passé aucun test avec succès, ce dernier parvient à en vendre plus de 6000 à l'Irak en corrompant de hauts responsables militaires et politiques, notamment le major général Jihad al-Jabiri, responsable de la lutte antiterroriste à Bagdad. Les conséquences sécuritaires de cette escroquerie à grande échelle sont désastreuses : alors que les attentats se multiplient pendant la guerre civile, les forces de sécurité irakiennes, se croyant équipées pour contrôler les véhicules piégés, en laissent passer plusieurs aux checkpoints, qui explosent et font des milliers de victimes. Jihad al-Jabiri est arrêté et emprisonné pour corruption en 2011, ainsi que James McCormick, condamné à son retour an Angleterre en 2013 à une peine de dix ans de prison. Son faux détecteur continue d'être utilisé jusqu'en 2016.
Pendant la deuxième guerre civile irakienne (2013-2017), la montée en puissance du groupe extrémiste sunnite « État islamique » est aussi une conséquence de la faiblesse de l'État irakien et de son manque de légitimité auprès d'une part significative de la population irakienne.

### Conséquences sanitaires
Pendant l'été 2018, une pollution de l'eau dans la ville de Bassorah au sud-est du pays provoque une crise sanitaire intoxiquant des milliers d'Irakiens, dont plusieurs meurent du choléra ou de la typhoïde. Les autorités locales incriminent la détérioration des stations d’épuration et de désalinisation en raison de la guerre Iran-Irak, puis des bombardements américains en 1991 et en 2003. Pourtant, un contrat de 74 millions de dollars a été signé en 2017 avec une société basée à Londres, Protechnique Ltd, dans le cadre d'un vaste chantier comprenant la construction et la réhabilitation de certaines parties de la principale station d’épuration, la construction d’une station de traitement, d’un aqueduc de 60 kilomètres, et d’un réservoir et d’une station de pompage de transmission. Mais il s'agit en réalité d'une « société-écran » n'ayant aucun historique dans les projets hydriques et qui n’entame aucun chantier en Irak dans les années suivant la signature de ce contrat. Les raisons pour lesquelles une entreprise aussi douteuse a pu remporter un appel d'offres de cette ampleur tout en étant en concurrence avec des sociétés de renom, restent inconnues.

### Conséquence pour le patrimoine historique irakien
En raison de la faiblesse de l'État, l'Irak est victime de la destruction et du pilage de ses riches ressources archéologiques datant notamment des époques des Sumériens, des Assyriens et des Babyloniens.

## Principales affaires de corruption

### Pétrole contre nourriture
En aout 1990, en réaction à son invasion du Koweït, l'Irak est soumis à un embargo qui a pour effet de durcir les conditions de vie de la population. Afin de soulager cette dernière, l'ONU adopte le 14 avril 1995 la résolution 986, qui permet à l'Irak de vendre du pétrole, tous les six mois, à hauteur de 2 milliards de dollars (environ 500 000 barils), pour acheter de la nourriture et des médicaments. L'exportation du pétrole, l'utilisation des revenus et la distribution de nourriture et des médicaments sont placées sous la supervision des Nations Unies, tandis que chaque vente de pétrole doit être approuvée par le comité des sanctions et surveillée par des experts. En parallèle de cette filière légale, le gouvernement irakien de Saddam Hussein met en place un système de corruption à son profit, reposant sur des rétrocommissions et des surcharges renvoyées vers l'État irakien. L'essentiel des sommes détournées, d'un montant total de 1,8 milliard de dollars, est prélevé sur les produits vendus par les entreprises étrangères.

### Détournement des recettes pétrolières
Entre 2003 et 2019, selon les chiffres officiels, le pétrole, unique ressource en devises du pays et qui assure 90 % du budget de l'État, a rapporté plus de 750 milliards d'euros à l'Irak. Plus de la moitié de ses revenus, quelque 410 milliards d'euros, ont disparu dans les méandres de la corruption. En 2021, l’ancien président Barham Saleh estime à 150 milliards de dollars les recettes pétrolières volées depuis 2003 dans des contrats frauduleux.

### Détournement des droits de douane
Dans une économie pétrolière, presque sans industrie ni agriculture, les taxes douanières sont l'une des rares richesses à accaparer. Ce faisant, d'importants cartels mafieux s’organisent le long des frontières, avec la complicité d'hommes politiques locaux. Selon la Banque mondiale, pour faire transiter des marchandises dans le pays, les délais sont interminables, les taxes sont élevées, et les abus sont fréquents en raison d'une bureaucratie inefficace. Pour la contourner, de nombreux importateurs vont directement voir les milices et les partis politiques locaux pour leur proposer des pots-de-vin afin de faciliter leurs transactions commerciales. Ces derniers comprenant la manne du commerce extérieur, placent des douaniers, inspecteurs ou policiers avec pour ordre de faciliter le passage des cargaisons lorsque des importateurs les ont payés au préalable et bloquer les autres. Certains pots-de-vin permettent aussi de négocier une réduction de taxes, rendant la corruption financièrement avantageuse pour les importateurs.
Cela étant, les postes de douaniers, inspecteurs et policiers pouvant bénéficier de pots-de-vin, s’obtiennent eux-mêmes parfois en versant des pots-de-vin aux cadres responsables des recrutements. Ils s'obtiennent aussi par clientélisme communautaire ou religieux. Cela provoque une couverture réciproque des fonctionnaires profitant de ces trafics, chacun étant conscient que si l'un d'eux tombe, tout le monde tombe. À cause de ce trafic, l'État irakien ne perçoit que 10 à 12 % des recettes douanières, qui devraient atteindre sept milliards de dollars par an, tandis que le consommateur irakien paie souvent plus cher des produits dont l'importation a été surfacturée en pots-de-vin.

## Mesures contre la corruption
Après la nomination du nouveau premier ministre Moustafa al-Kazimi en mai 2020, une commission pour l’intégrité de l’Irak est créée. Quelques semaines après sa création, cette commission annonce l'arrestation de plusieurs hauts fonctionnaires et hommes d'affaires accusés de détournements de fonds, et la récupération de plus de 3 milliards de dollars. Mais Rahim al-Daraji, ancien membre de la commission, nuance ces succès, considérant que cette somme est infime au regard des montants détournés en Irak qui se chiffrent à plusieurs dizaines de milliards de dollars par an, et que la plupart des inculpés, protégés par leur ministre, leur milice ou leur chef religieux, seront probablement libérés à court terme.
En novembre 2022, sous l'impulsion du nouveau Premier ministre irakien Mohamed Chia al-Soudani, la commission pour l'intégrité de l'Irak dote le pays d'un « Haut-commissariat » chargé « d'enquêter sur les affaires majeures de corruption ».